# Division I 1964-1965 (pallacanestro maschile)
La Division I 1964-1965 è stata la 33ª edizione del massimo campionato belga di pallacanestro maschile. La vittoria finale è stata ad appannaggio del Racing Mechelen.

## Risultati

### Stagione regolare
|     | Squadra             | G  | V  | N | P  | PF | PS | Pt. | Qualificazione |
| --- | ------------------- | -- | -- | - | -- | -- | -- | --- | -------------- |
| 1.  | Racing Mechelen     | 22 | 21 | 1 | 0  |    |    | 43  |                |
| 2.  | Antwerpse           | 22 | 19 | 1 | 2  |    |    | 39  |                |
| 3.  | VG Ostenda          | 22 | 16 | 1 | 5  |    |    | 33  |                |
| 4.  | Racing White        | 22 | 14 | 1 | 7  |    |    | 29  |                |
| 5.  | Royal IV Anderlecht | 22 | 12 | 0 | 10 |    |    | 24  |                |
| 6.  | Liegi Perron        | 22 | 10 | 0 | 12 |    |    | 20  |                |
| 7.  | Bavi Vilvoorde      | 22 | 8  | 1 | 13 |    |    | 17  |                |
| 8.  | Pitzemburg          | 22 | 8  | 0 | 14 |    |    | 16  |                |
| 9.  | Standard Liegi      | 22 | 8  | 0 | 14 |    |    | 16  |                |
| 10. | Canter Schaerbeek   | 22 | 7  | 0 | 15 |    |    | 14  |                |
| 11. | Anversa Giants      | 22 | 4  | 3 | 15 |    |    | 11  | retrocesse     |
| 12. | Zaziko Anversa      | 22 | 1  | 0 | 21 |    |    | 2   | retrocesse     |

| Division I 1964-1965      |
| ------------------------- |
| Racing Mechelen 1º titolo |

## Formazione vincitrice
| N° | Naz.              | Ruolo | Sportivo         |  | Alt. |  |
| -- | ----------------- | ----- | ---------------- |  | ---- |  |
|    | Belgio (bandiera) | G     | Willy Steveniers |  | 180  |  |